# Kajakosok a Yerres-en
A Kajakosok a Yerres-en (Périssoires sur l'Yerres) Gustave Caillebotte festménye, amely a Milwaukee Art Museum gyűjteményének része.
1877–1878-ban Caillebotte számos festményt készített a természetben, elsősorban vízparti környezetben. Családjának a Párizshoz közeli Yerres-ben volt birtoka, amely az azonos nevű folyó partján fekszik. Gustave Caillebotte rendszeresen evezett, és sorozatának egyik kedvenc témájává a csónakok, hajósok váltak. Az impresszionisták negyedik, 1879-es kiállítására beküldött 35 képének jelentős részét ezek a festmények tették ki.
A Kajakosok a Yerres-en az egyik legkorábbi és legnagyobb (103,5 × 155,8 centiméter) darabja a vízi sorozatnak: egy csapat fiatal férfi evez vagy csak siklik a folyó nyugodt felszínén szkiffjében. A kép nagyjából kétharmadát a víz foglalja el, Caillebotte széles, vízszintes ecsetvonásokkal vitte fel a ragyogó színeket. A három fa és tükörképe a Yerres-en segít a horizontális elemek ellensúlyozásában.
Más képek a sorozatból: Kajakosok, Kétpárevezős a Yerres-en, Evezős cilinderben, A Yerres esőben és a Szkiffek.